# Урубамба (провинция)
Урубамба (исп. Provincia de Urubamba, кечуа Urupampa pruwinsya) — одна из 13 провинций перуанского региона Куско. Площадь составляет 1439,43 км². Население — 56 685 человек; плотность населения — 39,38 чел/км². Столица — одноимённый город.

## География
Граничит с провинциями: Ла-Конвенсьон (на севере), Калка (на востоке), Анта (на юге) и Куско (на юго-востоке).

## Достопримечательности
На территории провинции находятся несколько археологических памятников времён инков, в том числе, известный город Мачу-Пикчу.

## Административное деление
В административном отношении делится на 7 районов:
- Урубамба
- Чинчеро
- Уайябамба
- Мачупикчу
- Марас
- Ольянтайтамбо
- Йукай